# Adémaï au poteau-frontière
Pour plus de détails, voir Fiche technique et Distribution.
Ademaï au poteau frontière est un film français réalisé et joué par Paul Colline, sorti en 1950.
Il s'agit du sixième et dernier film de la série Adémaï. Il présente la particularité de ne pas avoir Noël-Noël comme interprète principal mais Paul Colline, co-créateur du personnage.

## Synopsis
Le paysan Adémaï, rentrant chez lui, s'égare dans la forêt et renverse un poteau-frontière. Dans sa hâte de réparer sa faute, il le replante dans le sens contraire. Les patrouilles frontalières des deux pays limitrophes, qui sont antagonistes, replacent le poteau dans l'autre direction à chacun de leurs passages. La frontière est constamment violée et la guerre approche. Pourtant, tout se dénoue sur une pirouette. Pour cette fois, Adémaï ne sera pas soldat...

## Fiche technique
- Réalisation : Paul Colline
- Scénario, adaptation, dialogues : Paul Colline
- Images : Georges Delaunay
- Musique : Daniel White, Raymond Gallois-Montbrun
- Décors : Rino Mondellini
- Montage : Jeannette Berton
- Son : Maurice Carrouet
- Production : Eole Films (France)
- Directeur de production : Émile Darbel
- Pays :  France
- Format : Son mono - Noir et blanc - 35 mm  - 1,37:1
- Genre : Comédie
- Durée : 96 minutes
- Date de sortie : 
  - France - 4 septembre 1950

## Distribution
- Paul Colline : Adémaï, le paysan
- Noël Roquevert
- Max Revol
- Sophie Carral : La contrebandière
- Thérèse Aspar
- Simone Duhart
- Alice Leitner
- Paul Barre
- Raymond Girard
- Suzanne Grujon
- Jacques Mareuil
- Rivers Cadet
- Maurice Schutz
- René Lecuyer
- Skora
- Roger Desmare
- Jean Richard : un figurant
- Louis de Funès : un figurant (soldat)